# Bloqueo de Wikipedia en Rusia
El bloqueo de Wikipedia en Rusia de forma parcial inició en 2015. Algunos artículos de Wikipedia están incluidos en varias listas de censura difundidas por el gobierno. Se hicieron más amenazas de bloqueo después de la invasión rusa de Ucrania de 2022.

## Antecedentes
El 28 de julio de 2012, el presidente ruso Putin firmó la Ley Federal No. 139-FZ sobre la protección de menores contra la información nociva para su salud y desarrollo «y ciertos actos legislativos de la Federación de Rusia». Mediante esta ley, se introdujeron varias disposiciones en otras leyes federales, que establecen el filtrado de sitios de Internet utilizando el sistema de Ley rusa de restricciones de Internet y el bloqueo de los recursos de Internet prohibidos. Varios expertos expresaron su preocupación de que la ley pudiera utilizarse para censurar Internet.
El 1 de noviembre de 2012, entraron en vigor las disposiciones relativas al registro unificado de nombres de dominio y URL que contienen información prohibida para su distribución. Se creó el Registro Unificado de Sitios Prohibidos.
En el plazo de tres años a partir de la fecha de aprobación de la ley, se incluyeron más de 25 artículos de Wikipedia en ruso en el Registro Unificado de Sitios Prohibidos, principalmente sobre drogas y suicidio. La mayoría de estos artículos se han eliminado del registro con el tiempo. Sin embargo, hasta el 25 de agosto de 2015, no hubo un bloqueo real de los artículos de Wikipedia o de todo el proyecto en el territorio de Rusia.

## Bloqueo de 2015
El 18 de agosto de 2015, Roskomnadzor, refiriéndose a la decisión del juez del Tribunal del Distrito de Chernoyarsk de la región de Astracán del 25 de junio de 2015, exigió que la administración de Wikipedia eliminara el artículo «Charas». En opinión del fiscal de la región de Chernoyarsk, que acudió a los tribunales, el artículo contenía «información textual que demuestra el método de preparación de una sustancia que contiene drogas». El tribunal reconoció la información contenida en el artículo, cuya distribución está prohibida en el territorio de la Federación de Rusia como propaganda de estupefacientes de conformidad con las partes 1 y 2 del artículo 46 de la Ley Federal de 08.01.1998 n°. 3-FZ «Sobre estupefacientes y sustancias psicotrópicas».

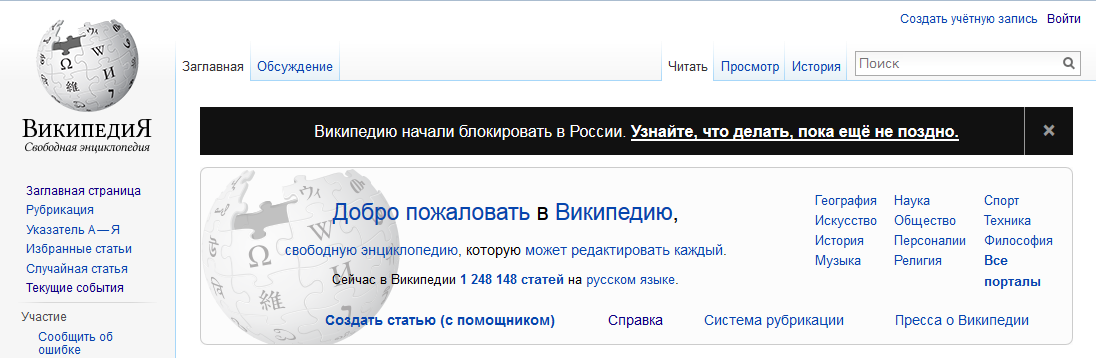
Banner que se colgó en las páginas de Wikipedia del 24 al 25 de agosto de 2015.

En Wikipedia, basándose en los resultados de las discusiones entre los participantes del proyecto, se decidió no eliminar el artículo, el artículo en sí fue revisado de acuerdo con las reglas de la enciclopedia. Según el director ejecutivo de Wikimedia, Stanislav Kozlovsky, «la parte del artículo que provocó la denuncia de la corte fue tomada de la página de las Naciones Unidas, tomamos otra información de directorios farmacológicos, pero no reciben ninguna reclamación de Roskomnadzor». También señaló que «si el estado, representado por Roskomnadzor, ha decidido bloquear Wikipedia, que así sea. Tenemos una situación similar en China, Siria, Irán y Arabia Saudita». El director de Wikimedia RU, Vladimir Medeyko, también dijo que «los servidores Wikipedia están en California y están sujetos a las leyes de Estados Unidos».
El 24 de agosto, Roskomnadzor envió un enlace a un sitio web de Wikipedia en ruso que contenía «información prohibida sobre la droga». Debido a que la enciclopedia en línea se ejecuta en el protocolo seguro HTTPS, los proveedores no pueden bloquear páginas individuales, por lo que el bloqueo de un artículo ha hecho que las direcciones de proyectos de Wikimedia —incluida Wikipedia en ruso— en varias regiones rusas no estén disponibles. Sin embargo, el 25 de agosto, apareció un informe en el sitio web de Roskomnadzor diciendo que «el artículo sobre la droga Charas, que se encuentra actualmente en Wikipedia, según la opinión experta del Servicio Federal de Control de Drogas de Rusia, no viola según la ley y en esta decisión judicial se excluye el artículo del Registro Unificado de Información Prohibida». A pesar de la presencia en la declaración de Roskomnadzor de que el artículo había sido editado desde que se agregó a la lista negra, una comparación de revisiones muestra que no se realizaron cambios visibles en el artículo.

### Bloqueo de Wikipedia y efecto Streisand
Algunos periodistas señalaron que el bloqueo de Wikipedia en Rusia fue acompañado por el efecto Streisand. Si el artículo antes del anuncio del futuro bloqueo tenía solo unas pocas docenas de visitas al día, luego del informe de Roskomnadzor la cifra aumentó mil veces, y por el escándalo había más de 100 000 visitantes por día.

## Bloqueo de 2022
El 1 de marzo de 2022, Roskomnadzor, la agencia rusa para monitorear y censurar los medios de comunicación, escribió a la Fundación Wikimedia solicitando la eliminación del artículo "Вторжение России на Украину (2022)" ("La invasión rusa de Ucrania (2022) en idioma ruso") en Wikipedia en ruso alojada en los Estados Unidos. La agencia amenazó con bloquear el acceso al sitio, alegando que el artículo contenía "información distribuida ilegalmente", incluidos "informes sobre numerosas bajas entre el personal de servicio de la Federación Rusa y también entre la población civil de Ucrania, incluidos niños".